# Grimketel
Grimketel ou Grimcytel, aussi appelé Grimkell ou Grimkjell dans les textes scandinaves, est un prélat anglais mort en 1047.
Il accompagne Olaf Haraldsson en Norvège et contribue à la christianisation de ce pays en tant qu'évêque de Nidaros. C'est lui qui proclame Olaf saint après sa mort, en 1030.
De retour en Angleterre, il est évêque de Selsey de 1039 à sa mort et brièvement évêque d'Elmham en 1043.

## Biographie

### En Norvège

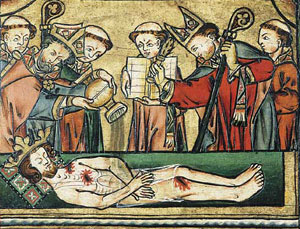
Panneau de la cathédrale de Nidaros montrant Grimketel exhumant le corps d'Olaf et le déclarant saint.

On sait peu de choses sur les origines de Grimketel. Il fait partie des prêtres et conseillers anglais qu'emmène avec lui le prince norvégien Olaf Haraldson après avoir passé quelque temps en Angleterre et reçu le baptême à la cathédrale Notre-Dame de Rouen en 1012. Après son avènement sur le trône de Norvège, en 1015, Olaf fait de Grimketel l'évêque de Nidaros.
Olaf et Grimketel proclament les premières lois ecclésiastiques norvégiennes vers 1020 lors du thing de Moster. Elles sont conçues par Grimketel sur le modèle des lois en vigueur en Angleterre à l'époque. L'événement est rappelé sur la pierre runique de Kuli (en). Elles sont mises par écrit ultérieurement dans les lois du Gulaþing.

« [Les hommes du Vestland doivent] entretenir toutes les églises et respecter les lois chrétiennes que saint Olaf et l'évêque Grimkell ont instituées lors du thing de Moster, et toutes les églises qui ont ensuite été édifiées. »

En 1028, Olaf est chassé de Norvège par une partie de la noblesse du pays qui a fait appel à Knut le Grand contre lui ; un certain Sigurd est nommé évêque de Nidaros à la place de Grimketel. L'ancien roi est tué en 1030 à la bataille de Stiklestad en essayant de reprendre le pouvoir. En 1035, le peuple norvégien place un fils illégitime d'Olaf, Magnus, sur le trône. Grimketel est alors invité à se rendre à Nidaros et à proclamer la sainteté de l'ancien roi. Cette canonisation locale est confirmée par la papauté en 1164.

### En Angleterre
Grimketel aurait accompagné Knut en Angleterre après sa conquête de la Norvège. Il serait ensuite resté à Cantorbéry jusqu'à sa nomination comme évêque de Selsey, en 1039. Le manuscrit D de la Chronique anglo-saxonne l'accuse de simonie, autrement dit d'avoir acheté sa charge épiscopale, mais l'historienne Susan Kelly estime que le texte a pu être corrompu au fil de sa transmission. Frank Barlow considère que Grimketel a pu acheter sa charge au roi Harold Pied-de-Lièvre,.
Les versions C, D et E de la Chronique anglo-saxonne affirment que l'évêque d'Elmham Ælfric II meurt vers Noël 1038. Guillaume de Malmesbury indique qu'il est remplacé par un autre Ælfric (Ælfric III), mais Jean de Worcester ignore cet Ælfric et fait de Stigand le successeur d'Ælfric II. Il note ensuite que Grimketel remplace Stigand lorsque celui-ci est déposé en 1043. Deux chartes royales concernant l'abbaye de Bury St Edmunds confirment que Grimketel est brièvement évêque d'Elmham jusqu'à la restauration de Stigand,.
Grimketel meurt en 1047. Il est enterré au prieuré de Christ Church, à Cantorbéry.

## Dans la culture populaire
Grimketel est un personnage de la série Vikings: Valhalla. Il est interprété par l'acteur Horatio Hirst.